# 執政黨
執政黨（英語：Ruling party），又稱與黨，指在政府中獲得政權的政黨，通常是國家元首、政府首腦或地方行政長官所屬的政黨，或者是其他形式而掌握執政權的政黨。标准的議會民主政體下，执政党是指实际控制立法行政权力的政党，政治下的执政权力一般限于治理，不是能真正掌握建制的权力，因为单一政党及其政治家无法代表绝对多数政治力量。民主政體的執政黨政治人物在担任中央及地方政府重要职务时，擁有依法組織政府和制定政策的权力，同时执政党負起政治責任，以維護執政權，否則會在下次選舉中成為在野黨甚至丧失政治活动地位。在政党轮替中與執政黨相反的是在野黨（Opposition），即在立法行政机关中拥有席位，有政治地位的政党；或反對黨，即广义上反对执政党的政党。

## 總統制
總統制下以總統所屬的政黨作為執政黨，總統兼任國家元首和政府首腦。如美國、墨西哥、巴西、阿根廷、智利、哥倫比亞、菲律賓和南韓。執政黨在議會未必是多數黨，或擁有佔多數的執政聯盟，擁有行政权力，属行政主導。政治較為穩定，總統受到任期保障，除非犯下嚴重罪行，否則難以被趕下台，而民主政體下議會擁有彈劾總統的權力。

### 实行总统制的政府
实行总统制的政权，多集中在美洲、非洲及中亞，总统制以美國為代表。
- 阿富汗[註 1]
- 安哥拉
- 阿尔察赫共和国[註 2]
- 阿根廷
- 玻利维亚
- 巴西
- 智利
- 哥伦比亚
- 刚果共和国
- 賽普勒斯
- 薩爾瓦多
- 印度尼西亞
- 利比里亚
- 马拉维
- 馬爾地夫
- 墨西哥
- 马绍尔群岛
- 尼加拉瓜
- 奈及利亞
- 帛琉
- 巴拿马
- 巴拉圭
- 菲律賓
- 塞舌尔
- 南蘇丹
- 土耳其
- 美国
- 乌拉圭
- 委內瑞拉
- 尚比亞
- 辛巴威

#### 实行总统制但总理为超级部长的政府
- 白俄羅斯
- 喀麦隆
- 中非
- 加彭
- 几内亚
- [註 3]
- 苏丹
- 葉門

##### 实行总统制但設最高領袖的政府
- 伊朗[註 4]

#### 实行总统制的未被普遍承认的政府
- 索馬利蘭
- 顿涅茨克人民共和国
- 阿尔察赫共和国
- 卢甘斯克人民共和国
- 阿布哈茲
- 撒拉威阿拉伯民主共和國

## 半總統制
半總統制又稱雙首長制，民選的總統和受任命的總理共同行使行政權，然而各國實施半總統制的方式，會因當地法制不同而產生差異，以下是半總統制兩個較為常見的子制度：

### 總統議會制
總統擁有最高的行政權力，得免徵詢國會意見，逕行任免總理（多為同一政黨），再由總理組成內閣，所以總理又稱閣揆。在這樣的體制下，內閣同時對總統與國會承擔政治責任，但國會不得質詢總統，而總統亦不得對國會提案，須由內閣代表政府草擬議案，提請國會依法審議，或接受國會質詢。並且，總統在一定程度上享有對內閣的指導權。國會如對內閣施政不滿意時，可提出不信任動議，但總統通常也有權解散國會。此種半總統制較總理總統制更接近總統制，二者差別在於總理總統制保留了國會對於內閣人事任命的同意權，而總統議會制則無。目前實行國家如下（有限承認國家以斜體標示）：
- 刚果共和国
- 毛里塔尼亚
- 莫桑比克
- 纳米比亚
- 巴勒斯坦
- 秘魯
- 葡萄牙
- 俄羅斯
- 南奥塞梯
- 叙利亚
- 德涅斯特河沿岸
- 中華民國（臺灣） [註 5]

### 總理總統制
總統提名總理和內閣須咨询国会、得到國會的同意或依慣例任命議會最大黨主席為總理，內閣與總統互不隸屬，當兩者分屬不同政黨時總統將喪失部份或全部權力。只有國會有權撤換總理和內閣，但總統有權解散國會。當兩者屬同個政黨，就會像總統優勢制一樣，總統擁有最高的行政權力，總理將失去部分或全部權力。實行政府如下：
- 阿尔及利亚
- 布吉納法索
- 刚果民主共和国
- 东帝汶
- 埃及
- 法國[a]
- 海地
- 立陶宛
- 马达加斯加
- 蒙古国
- 尼日尔
- 北賽普勒斯
- 波蘭
- 羅馬尼亞
- 聖多美和普林西比
- 斯里蘭卡[b]
- 突尼西亞
- 乌克兰[3]

## 內閣制
內閣制或君主立憲制下政府需要經公民直接選舉國會議員，再由國會多數黨作為執政黨。現時行兩院制的政府多數會以下議院多數，作為執政基礎，政府亦需要獲下議院的多數才能繼續執政。若有一黨贏得國會下議院過半數席次並自行組閣，該黨即為執政黨，如英國和日本；若無任一政黨席次過半，則各參與聯合政府的政黨皆為執政黨，如德國和意大利；若数个政党组成联盟，赢得最多议席的政党占据主导优势，如马来西亚。

#### 完整的议会共和制度
- 阿尔巴尼亚
- 亞美尼亞
- 奥地利
- [4]
- [5]
- 保加利亚
- 捷克
- 多米尼克
- 爱沙尼亚
- 衣索比亞
- 斐济
- 芬兰[6]
- 德国
- 希腊
- 匈牙利
- 冰島
- 印度
- 伊拉克
- 愛爾蘭
- 以色列
- 義大利
- 科索沃
- 拉脫維亞
- 黎巴嫩
- 馬爾他
- 模里西斯
- 摩尔多瓦
- 蒙特內哥羅
- 尼泊尔
- 北馬其頓
- 巴基斯坦
- 萨摩亚
- 塞爾維亞
- 新加坡
- 斯洛伐克
- 斯洛維尼亞
- 千里達及托巴哥

#### 混合的议会共和制度
- [7]
- 马绍尔群岛[7]
- 密克羅尼西亞聯邦[8]
- 基里巴斯
- 緬甸[8]
- 瑙鲁[7]
- 圣马力诺[9]
- 南非
- 苏里南[8]

#### 具有礼仪/非执行君主的议会制君主立宪制
- 安道尔[10]
- 安地卡及巴布達[11]
- [11]
- 巴哈马[11]
- [11]
- 比利时
- [11]
- 柬埔寨
- 加拿大[11]
- 庫克群島[11][12]
- 丹麦
- 格瑞那達[11]
- 牙买加[11]
- 日本
- 賴索托
- 盧森堡
- 马来西亚
- 荷蘭
- 新西兰[11]
- 纽埃[11][12]
- 挪威
- [11]
- 圣基茨和尼维斯[11]
- 圣卢西亚[11]
- [11]
- 所罗门群岛[11]
- 西班牙
- 瑞典
- [11]
- 英国[11]

#### 君主掌握实权的议会制君主立宪制
- 巴林
- 不丹
- 约旦
- 科威特
- 列支敦斯登
- 摩納哥
- 摩洛哥
- 泰國

## 混合制
也因实行總統內閣制，總統由议会選出，但握有实际行政权力，如緬甸聯邦共和國、南非共和國、博茨瓦納共和國。

#### 混合制的總統、议会共和制度
- [7]
- 马绍尔群岛[7]
- 密克羅尼西亞聯邦[8]
- 基里巴斯
- 緬甸[8]
- 瑙鲁[7]
- 圣马力诺[9]
- 南非
- 苏里南[8]

## 君主獨裁
君主專制獨裁，政權為君主絕對掌控，如沙烏地阿拉伯、阿曼。這些政權不會有政黨存在。
| 欧洲                    | 亚洲                                  | 非洲 | 大洋洲 |
| ----------------------- | ------------------------------------- | ---- | ------ |
| - 梵蒂冈 - 馬爾他騎士團 | - 阿曼 - 巴林 - 阿联酋 - 沙烏地阿拉伯 |      |        |

## 共和獨裁
在一黨獨大或一黨執政下，只有一個具支配地位的合法執政黨，反對黨長期處於在野地位且无机会執政，有的不允許具競爭性的政黨存在，如俄羅斯、白俄羅斯、亞塞拜然、土耳其、敘利亞、葉門、埃及、阿爾及利亞、安哥拉、新加坡、土庫曼斯坦、烏茲別克斯坦、哈薩克斯坦、辛巴威、蘇丹、厄利垂亞、赤道幾內亞、查德、喀麥隆、吉布地、烏干達、剛果民主共和國、剛果共和國、加彭、多哥、蒲隆地、衣索比亞、坦桑尼亞、莫三比克、盧安達等。
| 欧洲                | 亚洲                                                                                               | 非洲 | 拉丁美洲                     |
| ------------------- | -------------------------------------------------------------------------------------------------- | --- | ---------------------------- |
| - 俄羅斯 - 白俄羅斯 | - 中华人民共和国 - 越南 - 柬埔寨 - 緬甸 - 新加坡 - 土耳其 - 伊朗 - 伊拉克 - 叙利亚 - 葉門 - 阿富汗 | - 埃及 - 利比亞 - 阿尔及利亚 - 安哥拉 - 南蘇丹 - 苏丹 - 加彭 - 多哥 - 奈及利亞 - 几内亚 - 布吉納法索 - 毛里塔尼亚 - 尚比亞 - 辛巴威 - 赤道几内亚 - 喀麦隆 - 尼日尔 - 乌干达 - 中非 - 刚果民主共和国 - 刚果共和国 - 衣索比亞 - 坦桑尼亚 - 莫桑比克 - 纳米比亚 - 卢旺达 | - 古巴 - 尼加拉瓜 - 委內瑞拉 |

## 一黨專政
在共產黨执政下，共产党常常是唯一合法的执政党，只不過有時也允许存在一些其他卫星党参政议政。如中華人民共和國、朝鲜民主主义人民共和国、古巴、越南、老撾。

### 現存的一黨專政国家
- 中华人民共和国
- 古巴
- 越南
- 撒拉威阿拉伯民主共和國

## 参見
- 各国执政党列表
- 革命黨
- 在野黨/反对党
- 政党制
- 政党政治
- 多党制
- 兩党制
- 一党制
- 一党优势制
- 独裁
- 黨國體制
- 政黨輪替
- 聯合政府

## 备注
1. ↑  在法國，總統可以任命總理，但不能解僱總理，只有國會才能利用不信任權來解僱總理。總統也可以解散國會一次。
2. ↑  根據第19條修正案，斯里蘭卡總統只能在原來的總理遭到失去國會信任、辭職或死亡而空缺職位後才能任命新總理，並且不擁有隨意解解僱總理的權力。

1. ↑  阿富汗总统作为阿富汗的国家元首兼任政府首脑，阿富汗首席执行官只是作為政府首席部長，类似于美国国务卿的职务。
2. ↑  阿爾察赫总统作为阿爾察赫的国家元首兼任政府首脑，此前有阿爾察赫總理作為政府首腦的职务。2017年2月的公投（英语：Nagorno-Karabakh constitutional referendum, 2017）後廢除阿爾察赫總理職務。[1][2]
3. ↑  大韩民国实行总统制，总统为国家元首，总理同时作为政府首脑，總統负责主持政府的對外工作，國會行使對總理的同意權，但總理向總統負責，總統領導內閣。参见韓國政治。
4. ↑  伊朗伊斯兰共和国实行政教合一，总统与最高领袖同时作为国家元首，总统作为政府首脑，负责主持伊朗政府的對外工作，最高领袖才是伊朗的最高領導人。参见伊朗政治。
5. ↑  《中華民國憲法》第55條規定：「行政院院長由總統提名，經立法院同意任命之。」，即總統提名國家最高行政首長應經國會之同意，可知依照原始憲政設計，中華民國較偏向內閣制或雙軌制政體。惟中華民國政府於1949年（民國38年）在第二次國共內戰中戰敗，退守臺灣。為因應國家統一前之需要，使憲法順利施行於臺灣地區，中華民國於1991年（民國80年）首次修憲，頒布《中華民國憲法增修條文》。後歷多次變革，於1997年（民國86年）第四次修憲後，修訂第3條第1項：「行政院院長由總統任命之。行政院院長辭職或出缺時，在總統未任命行政院院長前，由行政院副院長暫行代理。憲法第五十五條之規定，停止適用。」，刪除立法院對於總統任命行政院院長之人事同意權，並修正同條第2項：「行政院依左列規定，對立法院負責，憲法第五十七條之規定，停止適用：
一、行政院有向立法院提出施政方針及施政報告之責。立法委員在開會時，有向行政院院長及行政院各部會首長質詢之權。
二、行政院對於立法院決議之法律案、預算案、條約案，如認為有窒礙難行時，得經總統之核可，於該決議案送達行政院十日內，移請立法院覆議。立法院對於行政院移請覆議案，應於送達十五日內作成決議。如為休會期間，立法院應於七日內自行集會，並於開議十五日內作成決議。覆議案逾期未議決者，原決議失效。覆議時，如經全體立法委員二分之一以上決議維持原案，行政院院長應即接受該決議。
三、立法院得經全體立法委員三分之一以上連署，對行政院院長提出不信任案。不信任案提出七十二小時後，應於四十八小時內以記名投票表決之。如經全體立法委員二分之一以上贊成，行政院院長應於十日內提出辭職，並得同時呈請總統解散立法院；不信任案如未獲通過，一年內不得對同一行政院院長再提不信任案。」，授予立法院對行政院的質詢權、提出不信任動議之權，及行政院對立法院決議之否決權，確立兩院之間互相制衡之關係，也賦予總統對於立法院的被動解散權。至此，學界大多認為中華民國在實際上的制度較偏向總統議會制之民主共和政體。
6. ↑  最高領導人是總統兼國務委員會主席和國家安全會議主席
7. ↑  最高領導人是中國共產黨中央委員會總書記兼中央軍委主席
8. ↑  最高領導人是朝鮮勞動黨總書記兼武裝力量最高司令官
9. ↑  最高領導人是越南共產黨總書記兼中央軍委書記
10. ↑  最高領導人是老撾人民革命黨總書記兼中央國防安全委員會主席
11. ↑  最高領導人是國家管理委員會主席兼總理
12. ↑  最高領導人是人民行動黨秘書長兼總理
13. ↑  最高領導人是古巴共產黨第一書記兼革命武裝力量總司令